# Sympiesis ampla
Sympiesis ampla är en stekelart som beskrevs av Storozheva 1981. Sympiesis ampla ingår i släktet Sympiesis och familjen finglanssteklar. Inga underarter finns listade i Catalogue of Life.